# Levende poeters klub
Levende poeters klub er det andet studiealbum fra Hiphop gruppen Hvid Sjokolade, udgivet i 1997 af Scandinavian Records. Albummet blev genudgivet på en remasteret version i 2007.

## Trackliste
Alle sange er skrevet af Mesta Lasse og Onkel Tom.
| #   | Titel                                                                 | Længde |
| --- | --------------------------------------------------------------------- | ------ |
| 1.  | "Indledning (vibrationer)"                                            | 1:50   |
| 2.  | "Kronisk Fastelavn"                                                   | 4:22   |
| 3.  | "Det handler om at Feste"                                             | 4:28   |
| 4.  | "Mellemspil"                                                          | 0:32   |
| 5.  | "Stået af"                                                            | 3:42   |
| 6.  | "Rigtige venner"                                                      | 1:19   |
| 7.  | "Lortedag"                                                            | 3:41   |
| 8.  | "Vi skider ik' I Nælderne"                                            | 3:26   |
| 9.  | "Opsang"                                                              | 0:32   |
| 10. | "Sydsidens Vilde (Featuring. Kenneth Kold, Hast/Tobias & CMP & Spin)" | 7:59   |
| 11. | "Onkel Toms Hytte"                                                    | 3:31   |
| 12. | "Mellemspil 2"                                                        | 0:32   |
| 13. | "Lidt for Smart"                                                      | 1:58   |
| 14. | "Hollandske Drops"                                                    | 0:34   |
| 15. | "Endnu en MC (Featuring. Takt og Tone)"                               | 5:53   |
| 16. | "Bli' ved"                                                            | 4:05   |
| 17. | "Afslutning"                                                          | 1:03   |

- "Endnu en MC" og "Sydsidens Vilde" er dog forfattet af samtlige medvirkende rappere.

## Medvirkende

### Musikere
- Merete Sveistrup – sang på "Kronisk Fastelavn" og "Opsang"
- Carsten Bentzen – sang på "Vi skider ik' I Nælderne" og "Bli' ved"
- Sidse Smedegård – sang på "Endnu en MC"
- Rasmus Bille Bähncke – synthesizer på "Det handler om at Feste"
- Lasse Hansen – wah wah på "Endnu en MC"
- Pladen – scratching på "Endnu en MC"
- Martin Lærke – congas på "Sydsidens Vilde"
- Takt og Tone medvirker med tilladelse fra Metronome Replay Records

### Produktion
- Producer – Hvid Sjokolade
- Co-producer og tekniker – Saqib
- Mixet af – Hvid Sjokolade og Saqib
- Foto – Brummer
- Layout – Ravn og Rønne